# Laserradar

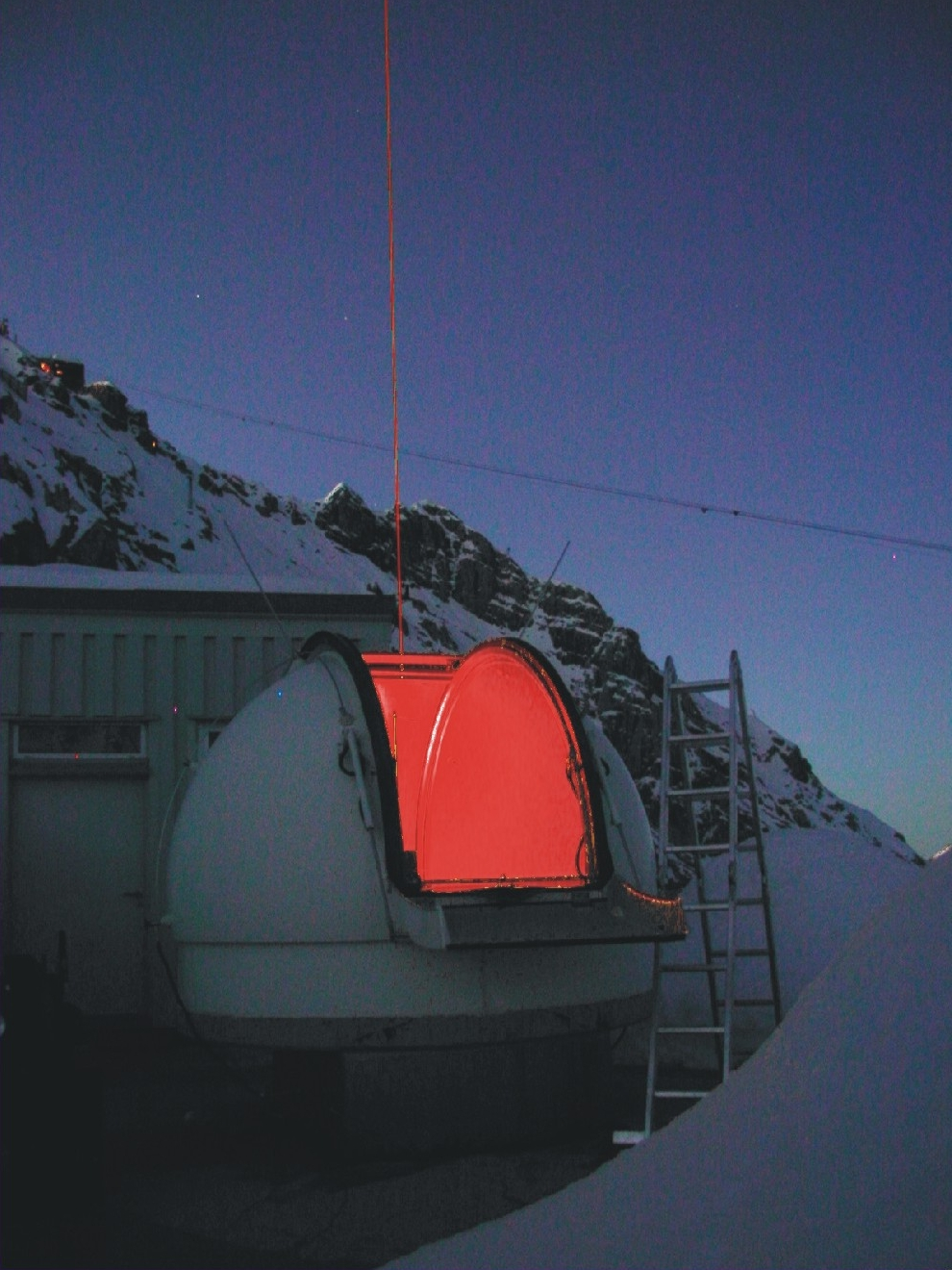
Lidar på Zugspitze för detektion av vattenånga.

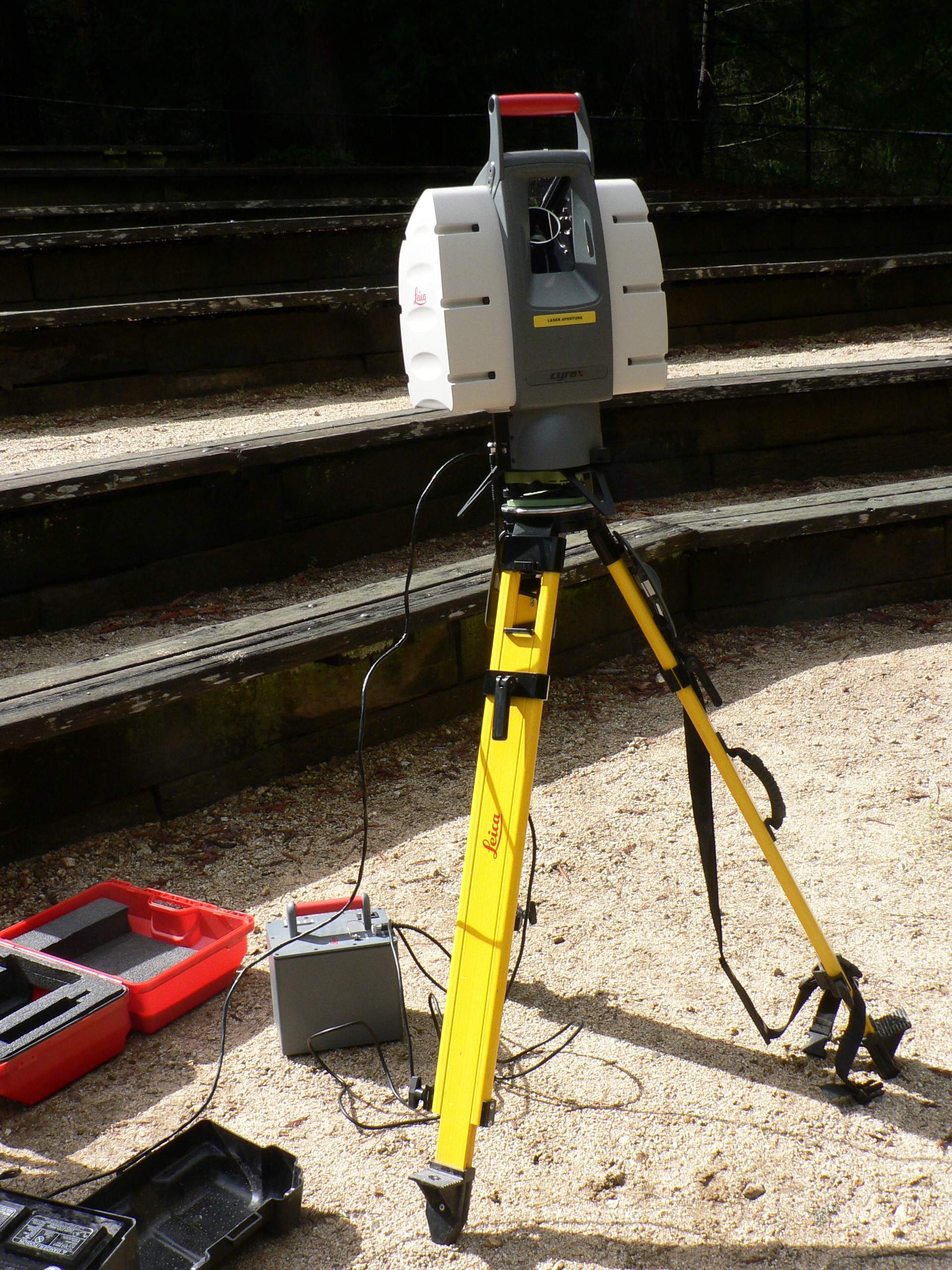
Denna lidar (Leica) kan svepa av sin omgivning, vilket kan ge en tredimensionell modell av stadskvarter, byggarbetsplatser, klippområden osv.

Laserradar, ljusradar eller lidar (av engelska: light detection and ranging, förkortat: LADAR, LIDAR, även laser mapping) är ett optiskt mätinstrument som mäter egenskaper hos reflekterat ljus för att finna avståndet till och/eller andra egenskaper hos ett avlägset föremål. Exempel på vardagliga applikationer är optiska avståndsmätare i byggindustri och trafikhastighetsövervakning. Lidar används även för att göra avstånds- och koncentrationsmätningar av till exempel aerosoler eller gaser, exempelvis ozon. Ordet är bildat som ett teleskopord från ”light” och ”radar”.

## Funktion
Lidar påminner om radar (av engelska: radio detection and ranging), med ljus som grund istället för radiovågor. En lidar beräknar avståndet till ett objekt genom att dividera ljushastigheten med halva den tid som förflyter mellan att en laserpuls sänds ut och dess reflex från objektet registreras, Om objektet är en aerosol eller gas, sker återspridningen genom fluorescens, Ramanspridning eller Miespridning.
I boken "Lärobok i Militärteknik, volym 2: Sensorteknik", utgiven av Försvarshögskolan 2007, beskrivs en lasarradar som sådan:
| ” | En laserradar har förmågan att mäta både avstånd och hastighet. För detta krävs att en koherent laser används. I princip fungerar en laserradar som en konventionell radar med skillnaden att den utnyttjar laserljus istället för radiovågor. Loben kan göras mycket smal tack vare den korta våglängden vilket ger en mycket god upplösning. En nackdel är att den korta våglängden medför att laserradarn blir mer väderberoende än en vanlig radar och även får kortare räckvidd pga. atmosfärsdämpningen. En koherent laserradar har möjligheten att generera en tredimensionell bild. Genom att söka av, skanna, ett område eller föremål samtidigt som man registrerar avståndet för varje mätpunkt, kan en tredimensionell bild byggas upp. En intressant utveckling inom laserradarområdet är avståndsgrindad avbildning. Principen bygger på att synkronisera laserpulserna med en bildalstrande mottagare. Genom att variera tidsluckan som mottagaren tar emot laserpulserna från sändaren, kan ett avståndsintervall väljas för avbildning. Inom detta avståndsintervall framhävs objekt, medan de som ligger utanför intervallet undertrycks. Med denna metod förbättrar man systemets förmåga att se igenom rök, dis och dimma samt undertrycker bakgrundsklotter. Vidare kan man även se igenom vegetation och kamouflage med denna metod, förutsatt att tillräcklig laserenergi tränger igenom. Kombineras avståndsgrindad avbildning med IR-kamera vid spaning, kan man spana på stora avstånd och täcka relativt stora områden. IR-kameran detekterar en värmekälla och visar in lasern, som med sin kortare våglängd har en bättre upplösning. Laserradarsystemet ger också avståndet till objektet, vilket den passiva IR-kameran inte kan. Upplösningen och avståndsmätningen gör det möjligt att beräkna storleken på objektet. | „ |
| – Kristian Artman; Anders Westman (juni 2007). Lärobok i Militärteknik, vol. 2: Sensorteknik. Stockholm: Försvarshögskolan. sid. 80. ISBN 978-91-85401-73-4. https://www.diva-portal.org/smash/get/diva2:309686/FULLTEXT01.pdf. Läst 30 januari 2022, | |   |

### Uppteckning av fasta objekt radar och lidar emellan
Lidar har betydligt sämre förmåga att se genom moln, regn och snö än radar, och laserljus är till skillnad från radarvågor skadligt för ögat, så den maximala energimängd som får sändas ut i icke avspärrade områden är betydligt mer begränsad.
Spridningsvinkeln är typiskt mycket smalare än vad som normalt är fallet för radar. Detta är en fördel när man ska detektera ett objekt som befinner sig i ett kluster, det vill säga är omgivet av många andra, men en nackdel om man försöker hitta ett objekt över stora ytor.

## Lidar för fjärranalys av atmosfären
Vid fluorescerande återspridning kan det utsända laserljuset avstämmas till absorptionsvåglångden, och även detektionen kan fokuseras på den för ämnet specifika våglängden. Med denna metod kan man bland annat studera ytterst förtunnade metallångor i mesosfären (100 km). 
Ramanspridning innebär att det återsända ljuset har förskjutits mot ökad våglängd. Eftersom förändringen i våglängd svarar mot ett för den undersökta molekylen specifikt och känt vibrationskvantum, kan detektionen av ljuset fokusera på rätt våglängd. Eftersom Ramanspridning är en mycket svag process fungerar metoden endast vid höga koncentrationer och korta avstånd (i storleksordningen 100 m). Ett viktigt användningsområde är mätning av vattenånga. 
Miespridningen från partiklar ger däremot stark återspridning. Metoden används bland annat för att studera stratosfäriskt damm från vulkanutbrott. Genom så kallad differential absorptionslidar (DIAL) kan man även utföra tredimensionella kartläggningar av luftföroreningar.

## Som laserriktmedel
Likt en vanligt radar har laserradar förmågan att mäta både avstånd och hastighet hos ett mål, vilket är militärt användbart som riktmedel ihop med en måldator som kan använda datan för att rikta ett vapen så att det bekämpar målet. 
En skillnad mot en vanlig radar är att det som utsänds, laserljuset, är snabbare än radarvågor, eftersom allt ljus färdas i ljusets hastighet. Laser ljus är även riktat mot en minimal punkt och blir därmed svårare att upptäckas av sensorer, som förövrigt behöver vara av annan typ än sådana som upptäcker radarvågor. 